# Uschkalka
Uschkalka (ukrainisch und russisch Ушкалка) ist ein Dorf im Nordosten der ukrainischen Oblast Cherson mit etwa 1000 Einwohnern (2001).

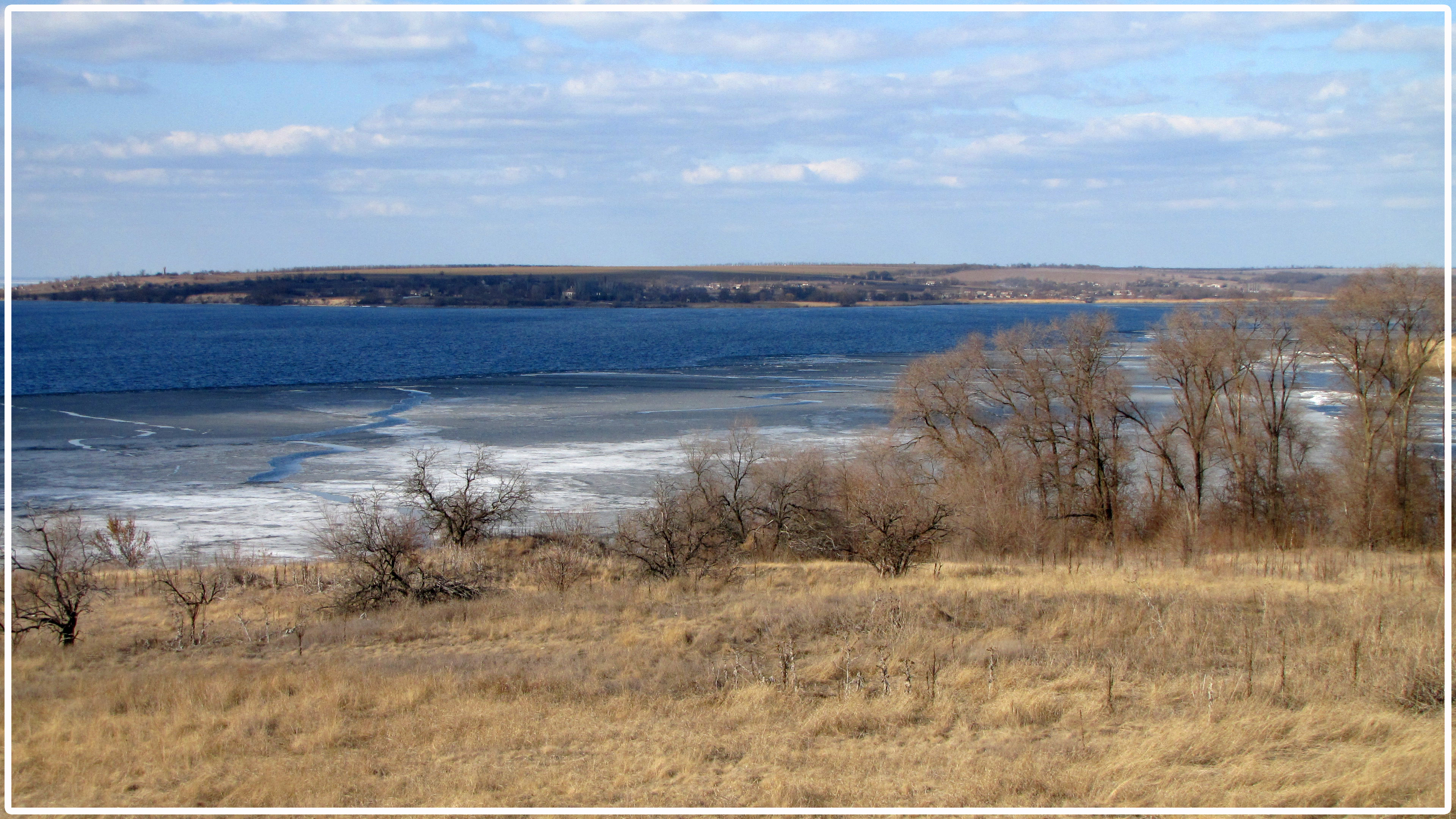
Blick auf das der Gemeinde Uschkalka zugehörige Dorf Nyschnij Rohatschyk

Das 1792 gegründete Dorf liegt auf einer Höhe von 56 m am Südufer des zum Kachowkaer Stausee angestauten Dnepr, etwa 30 km nordwestlich vom ehemaligen Rajonzentrum Werchnij Rohatschyk und etwa 180 km nordöstlich vom Oblastzentrum Cherson.
Die Territorialstraße T–08–04 verläuft 12 km südöstlich vom Dorf.
Am 12. Juni 2020 wurde das Dorf ein Teil der neugegründeten Siedlungsgemeinde Werchnij Rohatschyk, bis dahin bildete es zusammen mit den Dörfern Babyne (Бабине) und Nyschnij Rohatschyk (Нижній Рогачик) die gleichnamige Landratsgemeinde Uschkalka (Ушкальська сільська рада/Uschkalska silska rada) im Nordwesten des Rajons Werchnij Rohatschyk.
Seit dem 17. Juli 2020 ist sie ein Teil des Rajons Kachowka.